# 高山鸟巢兰
高山鸟巢兰（学名：Neottia listeroides），为兰科鸟巢兰属下的一个植物种。